# Fulhan
Fulhan (Feuilla en francès) és un municipi francès, situat a la comarca de Fitor, departament de l'Aude i regió d'Occitània.